# Тико (Вашингтон)
Тико (енгл. Tekoa) град је у америчкој савезној држави Вашингтон. По попису становништва из 2010. у њему је живело 778 становника.

## Демографија
Према попису становништва из 2010. у граду је живело 778 становника, што је 48 (5,8%) становника мање него 2000. године.
| Група             | 2000.       | 2010.       |
| Белци             | 765 (92,6%) | 698 (89,7%) |
| Афроамериканци    | 3 (0,4%)    | 1 (0,1%)    |
| Азијати           | 7 (0,8%)    | 4 (0,5%)    |
| Хиспаноамериканци | 13 (1,6%)   | 45 (5,8%)   |
| Укупно            | 826         | 778         |